# Carl Sofus Lumholtz
Carl Sofus Lumholtz, (Fåberg, Oppland, Noruega, 23 d'abril de 1851 - Saranac Lake, Nova York, 5 de maig de 1922) va ser un descobridor i etnògraf noruec, més conegut per la seva meticulosa recerca de camp i publicacions etnogràfiques de cultures indígenes d'Austràlia i de la cultura mesoamericana de Mèxic.

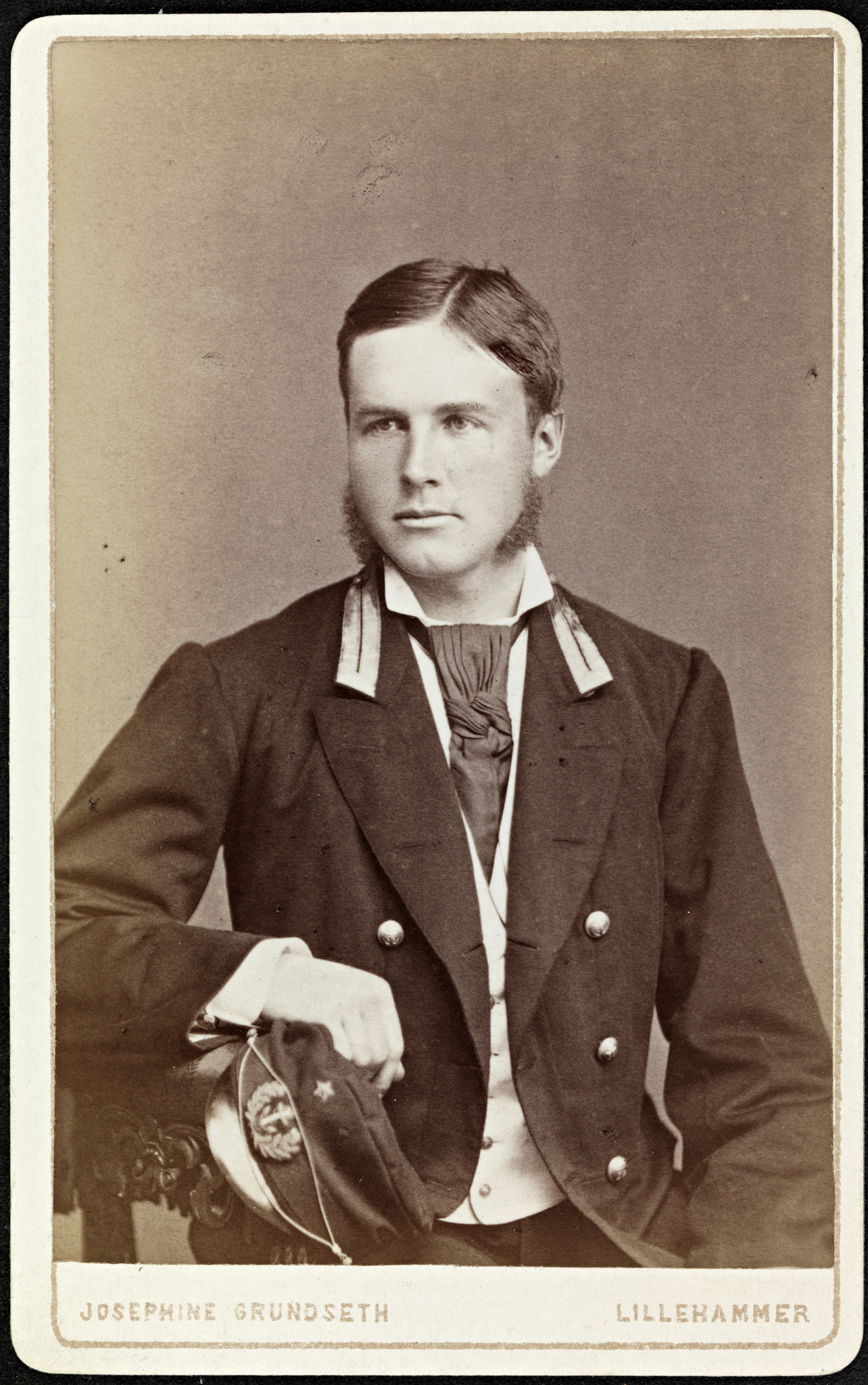
Retrat de Carl Sofus Lumholtz

## Estudis
Carl va néixer a Fåberg, Noruega, es va graduar en Teologia el 1876 a la Universitat de Christiania, (avui Universitat d'Oslo).

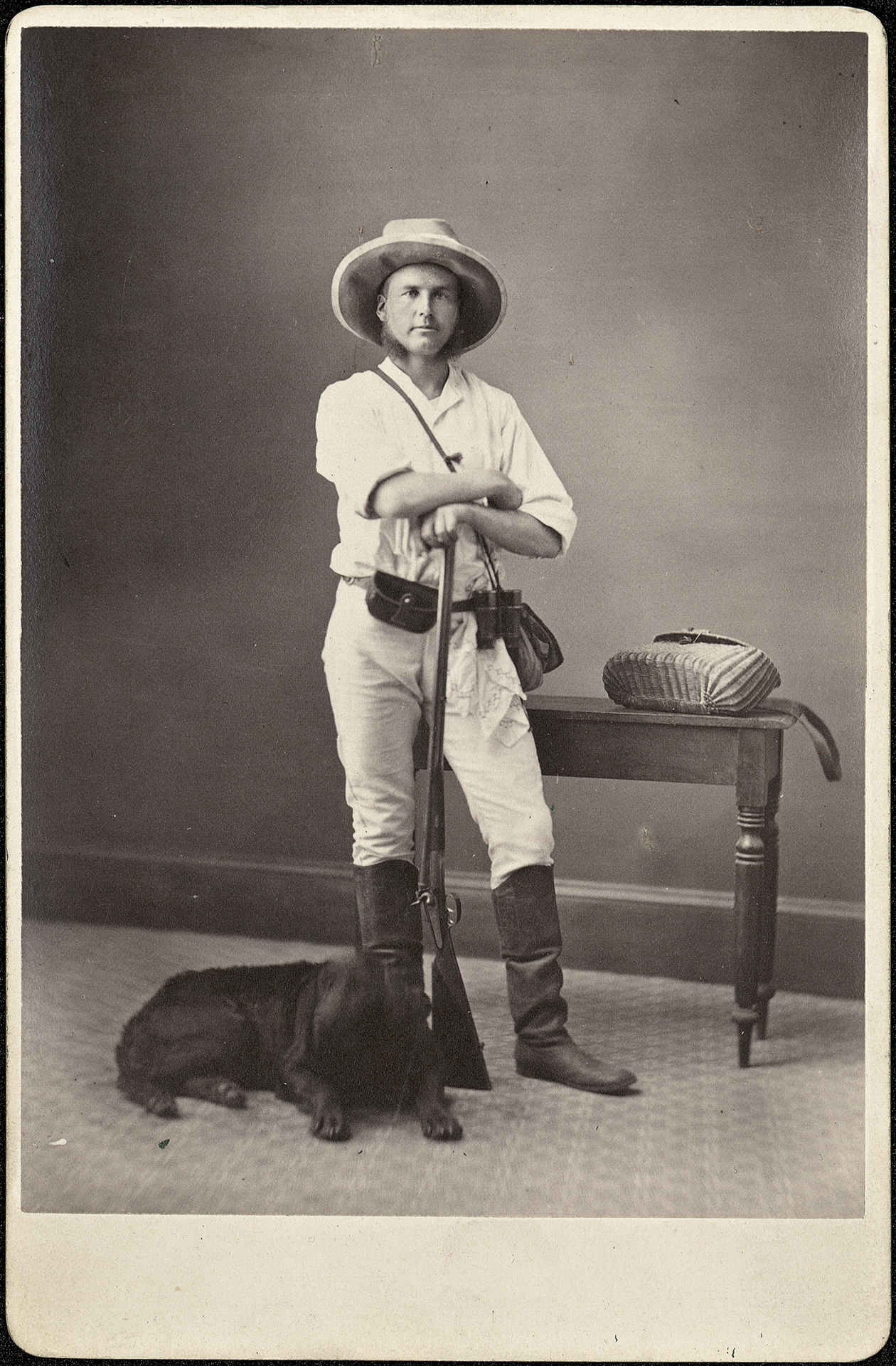
Carl Sofus Lumholtz, 1881

### Austràlia
Lumholtz va viatjar a Austràlia el 1880, on va passar deu mesos, de 1882 a 1883, entre els habitants indígenes de la vall dels llacs i el riu Herbert, a la regió Herbert-Burdekin, al nord de Queensland. Va fer col·leccions de mamífers quan vivia amb els pobles locals i aquestes mostres van ser utilitzades per a la descripció de quatre espècies noves. Una d'elles va rebre el nom de la localitat, Pseudochirulus herbertensis (uta del riu Herbert), i l'altre va rebre el seu nom, Dendrolagus lumholtzii (Cangur arborícola de Lumholtz). El llibre resultant, Entre caníbals, publicat el 1888, és un relat de quatre anys de viatges a Austràlia i de la vida silvestre amb els originaris de Queensland.
Mentre que els autors anteriors només havien comentat l'estètica aparença física i la cultura material dels pobles indígenes de la regió, Lumholtz va agregar un nivell d'investigació acadèmica únic per al període. La seva obra registra per primera vegada les relacions socials, les actituds i el paper de la dona en la societat. També va donar una sèrie de dues conferències "Entre els nadius australians" per a l'Institut Lowell per a la temporada 1889-1890.

### Mèxic
Després Lumholtz va viatjar amb el botànic suec Carl Vilhelm Hartman a Mèxic, on es va quedar molts anys i va dirigir diverses expedicions patrocinades pel Museu Americà d'Història Natural, de 1890 a 1910. Com a resultat d'aquestes expedicions va escriure el llibre Mèxic desconegut; en aquest llibre fou el primer a descriure la cultura dels indígenes del nord-oest de Mèxic com ara els cores, pimes baixos, tepehuans i especialment els tarahumares, amb els qui va viure per gairebé un any. També va descriure els jaciments arqueològics, així com la flora i la fauna de la regió de la Sierra Madre, anomenada també la "Gran Chichimeca".
El 1905 Lumholtz fou membre fundador de the Explorers Club, una organització per promoure l'exploració i la investigació científica de camp.

### Índia i Borneo
Lumholtz va explorar breument l'Índia de 1914 a 1915, seguit per Borneo de 1915 a 1917, la que fou la seva última expedició. Va morir de tuberculosi als Estats Units el 1922, havent publicat sis llibres dels seus descobriments.

## Honors
El Parc Nacional Lumholtz, a Queensland, va ser nomenat en el seu honor en crear-se el 1994. Una conífera mexicana, Pinus lumholtzii, i una espècie de marsupial, Dendrolagus lumholtzi, també en foren anomenats en el seu honor.

## Obres
Una llista incompleta dels seus treballs:
- Blandt Menneskeædere. 4 aars reise i Australien (Entre caníbals. Quatre anys viatjant per Austràlia). København 1887, (480 pàgines).
- Blandt Mexicos indianere (Entre els indis de Mèxic). Kristiania 1903. (825 pàgines.)
- Explorations in Mexico. The American Geographical Society of New York. Vol. XXIII, 1891.
- American Cave-Dwe1lers of Sierra Madre. Proceedings of the International Congress of Antropology, Chicago. 1894.
- Blandt Sierra Madres huleboere, «Norge», norsk kalender, Kristiania, 1895.
- The Huichol Indians in Mexico. Bulletin of the American Museum of Natural History, Vol. X, 1898.
- Symbolism of the Huichol Indians. Memoir of the American Museum of Natural History. III, 1900.
- Conventionalism in the Designs of the Huichol Indians. The American Museum of Natural History, 1903.
- Under tropenes himmel (Sota el cel tropical), Oslo, 1938.